# Isotta degli Atti

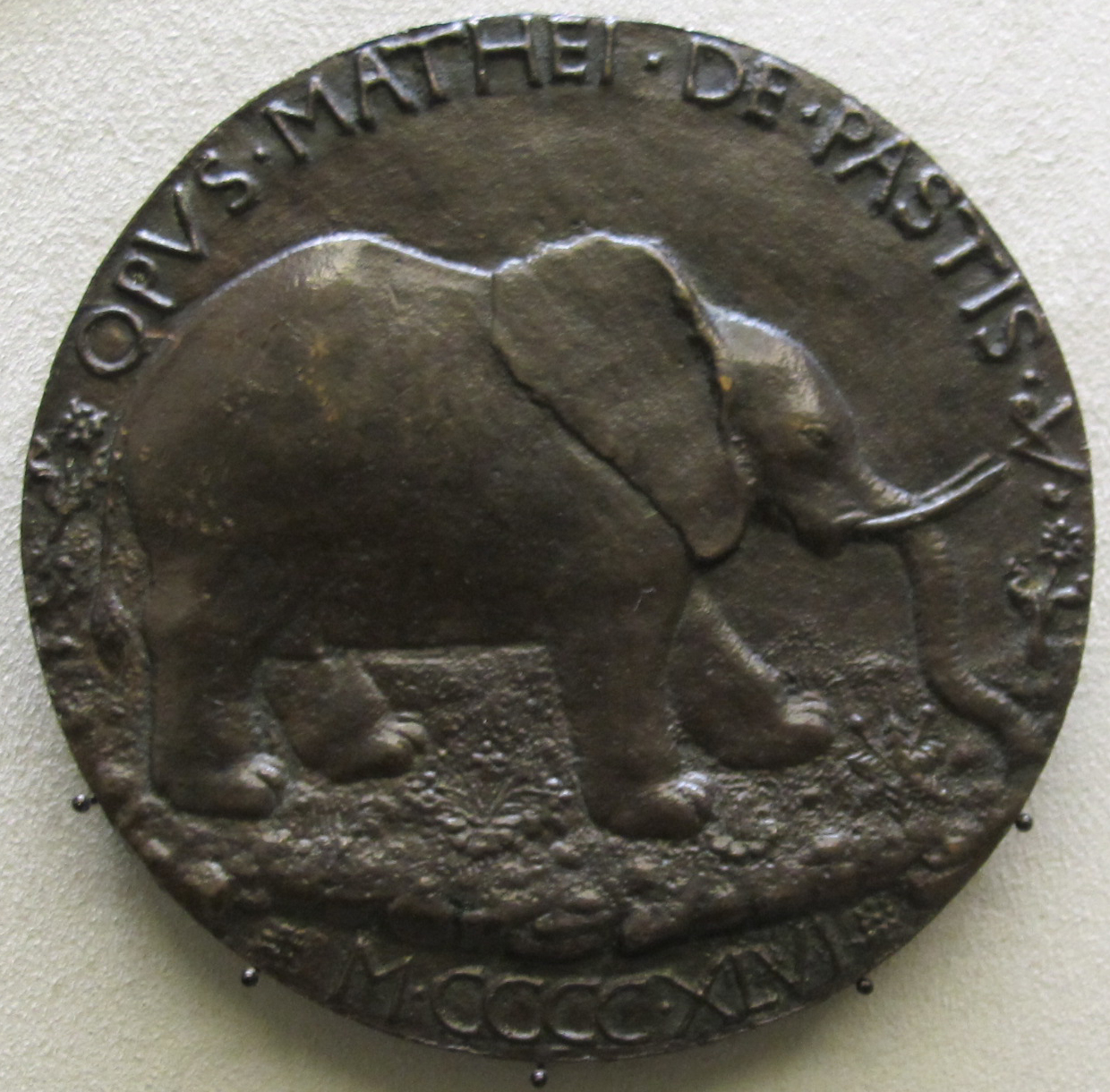
Retro della medaglia di Isotta con l'elefante emblema dei Malatesta

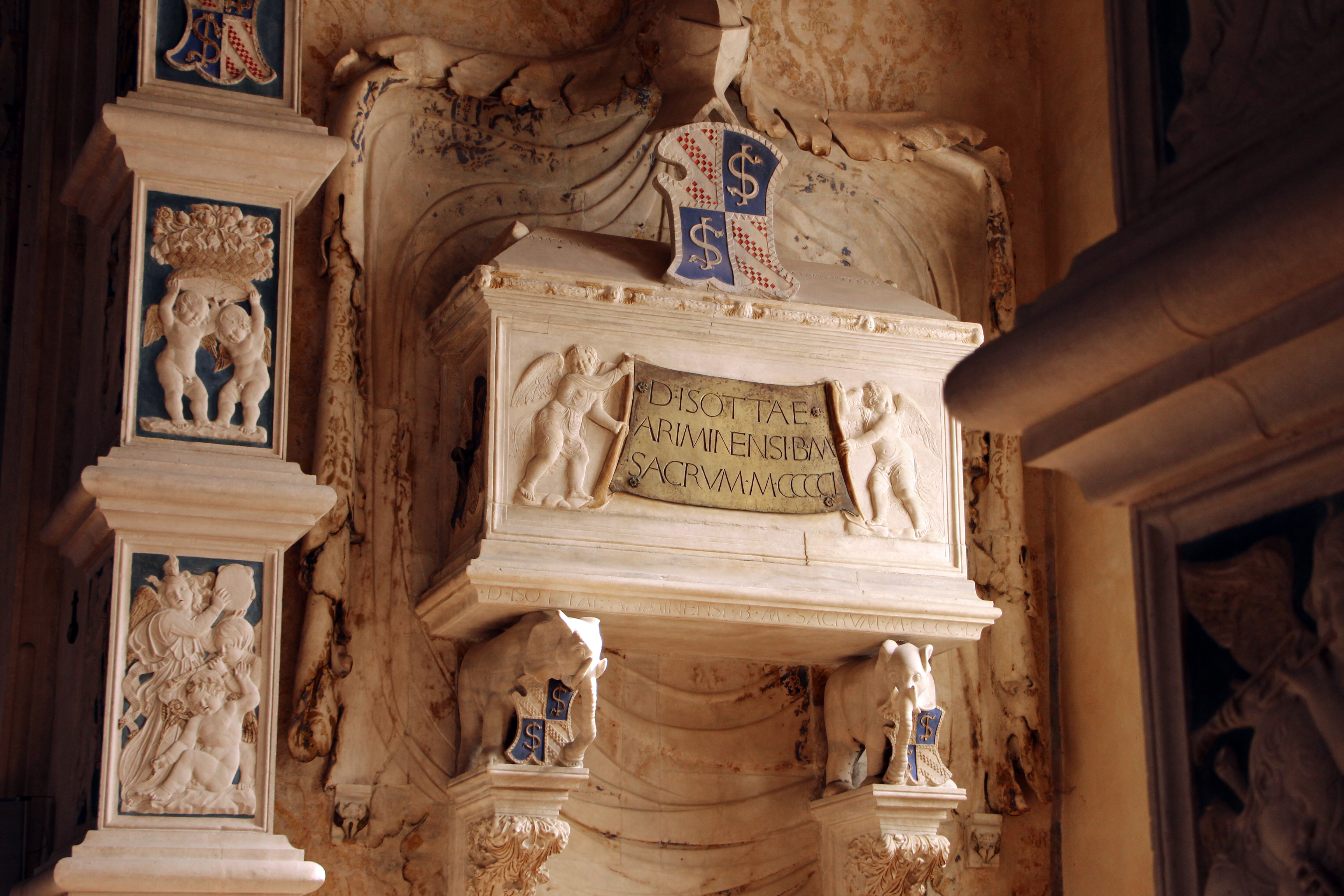
Rimini, Tempio Malatestiano, tomba di Isotta degli Atti.

Isotta degli Atti (Rimini, 1432 circa – 9 luglio 1474) è stata una nobile italiana.

## Biografia
Era figlia di Francesco degli Atti, ricco mercante la cui nobile famiglia proveniva da Sassoferrato nelle Marche, e di Isotta di ser Antonio da Meldola. 
La famiglia paterna si era trasferita nel Trecento a Rimini, provenendo da Sassoferrato, città della quale i conti Atti avevano la signoria, ricoprendo inoltre cariche pubbliche in molte città italiane. Sembra che per profondo legame verso la città di origine, gli Atti di Rimini abbiano inviato a Sassoferrato lo stupendo Crocifisso trecentesco di scuola riminese conservato ancora oggi nella chiesa di San Francesco nel Castello. 
Isotta aveva un fratello, Antonio degli Atti, creato cavaliere da Sigismondo Pandolfo Malatesta il 12 febbraio 1448 nella corte di Castel Sismondo, e sposo di Caterina Gabrielli di Montevecchio; in occasione delle nozze l'umanista riminese Pietro Perleoni compose un'orazione.
La prima volta in cui il signore di Rimini Sigismondo Pandolfo Malatesta, allora ancora sposato, notò Isotta ancora tredicenne o quattordicenne fu nella corte della residenza paterna (i cui resti attualmente sono inglobati in un gruppo di case nell'estremità nord-orientale di piazza Malatesta); in quel periodo infatti il vicino castello del Signore di Rimini era in fase di restauro e ampliamento ed era ospite presso il padre.
Isotta diede alla luce il primo figlio, Giovanni, nel 1447, il quale morì dopo pochi mesi. La loro relazione però divenne pubblica solo nel 1449, defunta la seconda moglie di Sigismondo, Polissena Sforza (si narra per sua stessa mano, mutate le alleanze politiche che lo avevano portato a sposarla). Il loro matrimonio (il terzo per Sigismondo) fu celebrato nel 1456; da tale matrimonio Sigismondo non trasse alcun vantaggio politico-militare, per cui si può supporre che non si trattasse di un matrimonio di interesse.
Sigismondo a questo punto volle celebrare il suo amore per Isotta, che fu cantato dai rimatori e dagli altri artisti della corte, facendo fiorire una celebrazione collettiva nota col nome di "letteratura isottea".
Dalla loro unione nacque anche Antonia che nel 1481 andò in sposa a Rodolfo Gonzaga, marchese di Castel Goffredo, Castiglione e Solferino e signore di Luzzara e da questi uccisa nel 1483 con l'accusa di adulterio.
Isotta governò la città dapprima per conto del marito caduto in disgrazia in seguito al contrasto con papa Pio II, poi rimasta vedova (1468) in nome del figlio Sallustio, fino all'uccisione di quest'ultimo l'anno successivo, per ordine di Roberto Malatesta, figlio illegittimo di Sigismondo Pandolfo, il quale assunse il controllo della città.
Isotta morì nel 1474 e fu sepolta nel Tempio Malatestiano.
La sua figura ha ispirato il poeta Ezra Pound nei suoi canti malatestiani.